# Choi Hong-man
Choi Hong-man (* 30. Oktober 1980 in Jeju-si), im Westen häufig Hong-man Choi genannt, ist ein südkoreanischer MMA-Kämpfer, ehemaliger Ssireum-Ringer und K-1-Kämpfer. Mit 2,18 m Körperlänge und bis zu 175 kg Kampfgewicht gilt er allerdings für viele Fans nur als Attraktion. Als Ssirum-Ringer konnte Choi dank seiner Körpergröße, der er auch seinen koreanischen Spitznamen „Techno Goliath“ verdankt (diesen Spitznamen bekam er auch aufgrund seiner bis Anfang 2008 stets hellblond gefärbten Haare), große Erfolge erringen. Auch seine Armspannweite von 2,35 m kamen ihm hier zugute. Die Japaner nennen ihn „Korean Colossus“ und „Korean Monster“, während er im Westen bzw. den USA häufiger „Che-Man“ (Anlehnung an He-Man) genannt wird.
Er ist der im Gesamtpaket größte und schwerste professionelle Kampfsportler der Welt.

## Ssireum-Karriere (bis 2004)
Bei den Ssireum Meisterschaften 2003 konnte er den Titel gegen seinen Dauerrivalen Kim Young-hyun gewinnen. Ein Jahr später erreichte er erneut das Finale, in welchem er sich Kim geschlagen geben musste. Kampfsportübergreifend gab es bisher nirgendwo einen Kampf zweier Athleten solcher physischer Ausmaße. Choi brachte bei 2,18 m Körpergröße ein Gewicht von 175,5 kg auf die Waage, Kim bei 2,17 m 167,8 kg. Selbst die WBA-Schwergewichtsweltmeisterschaft zwischen Nikolai Walujew (2,13 m bei 146,2 kg) und Jameel McCline (1,98 m bei 121,7 kg), welche im Boxsport auf die Physis bezogen als Rekord gilt, konnte nicht mithalten. Walujew und McCline brachten zusammen 267,9 kg und 4,11 m in den Ring, Choi und Kim 343,3 kg und 4,35 m.

## K-1-Karriere (2005–2008)
Sein K-1-Debüt gab er im März 2005 beim World-GP-2005 Turnier in Seoul, in welchem er mit 162 kg Körpergewicht teilnahm. In der ersten Runde besiegte er den japanischen Sumoringer Wakashoyo durch technischen K. o. in Runde 1, im Halbfinale Akebono ebenfalls durch technischen K. o. in Runde 1, und im Finale den Titelverteidiger Kaoklai Kaennorsing nach Punkten.
Seinen nächsten Kampf bestritt er im Juni 2005 beim World Grand Prix in Japan gegen den Catcher Tom Howard aus den USA, den er in der ersten Runde mit einem Kniestoß zum Kopf schwer ausknockte. Howard erlitt eine tiefe Risswunde an der Stirn.
Beim World Grand Prix auf Hawaii kämpfte er erneut gegen Akebono, den er wieder durch K. o. in Runde 1 für sich entscheiden konnte.
Bei den Final Eliminations 2005 traf er auf Bob Sapp, den er nach drei Runden mit einer Mehrheitsentscheidung besiegte. Nach zwei Runden war der Kampf relativ ausgeglichen. In der dritten Runde wurde Sapp angezählt, nachdem er einen Kniestoß von Choi gegen den Kopf bekam, und sich von diesem abdrehte.
Im Finalturnier der K-1 World Grand Prix Serie 2005 im Tokyo Dome traf er auf den damals zweifachen, mittlerweile dreifachen K-1-Weltmeister Remy Bonjasky, gegen den er nach Punkten verlor. Nach sechs Siegen in Folge war es seine erste Niederlage im K-1.
Seinen ersten Auftritt im Jahr 2006 gab er Ende April beim World Grand Prix in Las Vegas. Sein Gegner war der 1,97 m große und 130 kg schwere Catcher Sylvester „The Predator“ Terkay, der sowohl im K-1 als auch MMA ein paar Kämpfe bestritten hatte. Nach drei Runden siegte Choi durch eine einstimmige Punktentscheidung. Er wurde von Terkay in der dritten Runde häufig getroffen aber konnte alles wegstecken. Ihm selbst gelangen insgesamt zwei Niederschläge.
Im World-GP-2006 in Seoul errang er, wenn auch umstritten, seinen bisher erstaunlichsten Sieg: Er schlug den amtierenden K-1-Weltmeister Semmy Schilt mit einer 2:1-Punktentscheidung, die allerdings viele dem Heimbonus Chois zusprechen. Schilt brachte bei 2,12 m 128 kg auf die Waage, Choi bei 2,18 m 161 kg. Im K-1 ist dies bis heute der Rekord wenn es um das Gesamtpaket aus Größe und Gewicht geht. Beide Kämpfer waren zusammen 4,30 m groß und wogen 289 kg.
Beim World-GP-2006 in Yokohama kämpfte er ein drittes und letztes Mal gegen Akebono. Choi gewann durch K. o. in Runde zwei.
Am 30. September 2006 verlor Choi sehr umstritten bei der Finalausscheidung zum World Grand Prix Finale gegen den Franzosen Jérôme Le Banner. Der Kampf wurde nach drei Runden unentschieden gewertet, und nach einer Verlängerungsrunde sprachen die Punktrichter den Sieg Le Banner zu. Dieser sagte auf der folgenden Pressekonferenz: „Er ist gefährlich, seine Knie sind schon fast auf Höhe meines Kopfes, er ist nicht menschlich! Aber er ist ein guter Kerl und ich mag ihn, er ist sehr stark, vielleicht der stärkste K-1-Kämpfer, und er hat harte Knochen – wenn ich ihn kickte, tat mir mein Bein weh! Ich bin mir sicher, dass er mit mehr Erfahrung in zwei Jahren von niemandem ausgeknockt werden kann!“
Le Banner, der zu diesem Zeitpunkt mit Dreharbeiten zu Asterix bei den Olympischen Spielen beschäftigt war, wirkte im Kampf nicht austrainiert. So umstritten Chois Sieg gegen Schilt drei Monate zuvor war, in dem viele den Holländer als Sieger sahen, sahen ihn viele als Sieger gegen den unaustrainierten Le Banner.
Beim World Grand Prix in Yokohama am 4. März 2007 kassierte Choi seine erste K. o.-Niederlage gegen den Amerikaner Mighty Mo. In einem Interview ein knappes halbes Jahr später räumte der Koreaner ein, er sei bei diesem Kampf nicht in Form gewesen und habe überhaupt nicht trainiert.
Am 28. April 2007 gewann er beim World Grand Prix auf Hawaii einen Superkampf gegen Mike Malone durch technischen K. o. in der zweiten Runde.
Am 5. August 2007 beim Asia Grand Prix in Hongkong besiegte er Gary Goodridge mit einer überzeugenden Leistung durch technischen K. o. in Runde 1. Beachtenswert in diesem Kampf war sein Stil. Bisher kämpfte er stets in der Linksauslage (Normalauslage), diesmal in der Rechtsauslage. Dies war eine Strategie seines ihn seit Anfang 2006 betreuenden Trainers, der ehemalige K-1-Kämpfer Kin Taiei, um in einem möglichen Re-Match mit Mighty Mo dessen starke rechte Schlaghand besser blocken zu können.
Bei den Final Eliminations 2007 am 29. September besiegte er in Rechtsauslage kämpfend Mighty Mo, der ihm bis zum damaligen Zeitpunkt die einzige K. o.-Niederlage beibrachte, mit einer 2:0-Entscheidung nach Punkten. Aber die Entscheidung war sehr umstritten, denn Choi kickte Mo in der zweiten Runde in die Genitalien. Der Schiedsrichter sah dies jedoch nicht und zählte Mo an. Ohne diese grobe Fehlentscheidung hätte der Amerikaner sehr wahrscheinlich klar nach Punkten gewonnen, da er sehr viele harte Hände an Chois Kopf unterbringen konnte, während dieser nur wenige Treffer anbrachte. Nach dem Kampf im Interview sagte Mighty Mo: „Er schien ein bisschen stärker zu sein. Ich traf ihn mit ein paar harten Schlägen, wirklich härteren als bei unserem ersten Kampf, aber diesmal ging er nicht zu Boden, was mich überrascht hat.“
Im Gegensatz zum ersten Aufeinandertreffen, für das Choi einräumte, nicht trainiert zu haben, wirkte er diesmal austrainiert und in Form.
Am 8. Dezember beim K-1 World Grand Prix 2007 Finale in Tokio traf er erneut auf Jérôme Le Banner. Verlief das erste Duell noch sehr ausgeglichen, vermochte er den zweiten Kampf nicht offen zu gestalten. Der Franzose wirkte diesmal top austrainiert, und Choi verlor einstimmig mit einer 3:0-Entscheidung. Vor dem Kampf brachte er ein neues Gewicht von 166,6 kg auf die Waage, dem höchsten seiner K-1 Zeit (2005–2008). Choi lobte Le Banner nach dem Kampf: „Jérôme war mein härtester Gegner, der in der Lage war, meinen kraftvollen Schlägen zu widerstehen und mit Schnelligkeit zu kontern, ich bewundere seine physische Stärke und bin sicher, dass ich ihn mit mehr Erfahrung besiegen kann.“
Nachdem er an Silvester 2007 seinen vorerst letzten Kampf bestritten hatte (dieser war nach MMA-Regelwerk), gab Choi bei den K-1 Final Eliminations am 27. September 2008 sein Comeback. Gegner war der amtierende Schwergewichtschampion Badr Hari aus Marokko. Der Koreaner verlor den Kampf durch technischen K. o., da er aufgrund einer Rippenverletzung, die durch Körpertreffer des Gegners zustande kam, nicht mehr zur Extrarunde antreten konnte. Nach drei Runden hatten zwei der drei Punktrichter ein Unentschieden, der dritte den Koreaner vorn. In der zweiten Runde gelang Choi, der mit 149 kg ein neues Minimalgewicht auf die Waage brachte, und nach eigener Aussage zum ersten Mal seit acht Jahren ohne gefärbte Haare auftrat, der einzige Niederschlag des Kampfes, als er den Marokkaner mit einem linken Konter niederstreckte und dieser angezählt wurde. Erwähnenswert: In den Jahren 2008 und 2009 bestritt Hari 14 Kämpfe und verlor nur drei. Einen durch Disqualifikation gegen Remy Bonjasky, zwei durch K. o. gegen Alistair Overeem und Semmy Schilt. Von seinen 11 Siegen gewann er acht Mal durch K. o. in der ersten Runde, gegen Ray Sefo, Glaube Feitosa, Domagoj Ostojic, Frédéric Sinistra, Semmy Schilt, Zabit Samedov, Ruslan Karaev und Alistair Overeem. Nur Peter Aerts und Errol Zimmerman überstanden die erste Runde, Aerts verlor durch K. o. in der zweiten, Zimmerman in der dritten Runde.
Choi erklärte vor seinem Kampf gegen Hari: „Er ist ein großartiger Kämpfer, aber ich werde mich von denen unterscheiden, die in der ersten Runde gefallen sind.“. Choi war der einzige von Haris 11 besiegten Gegnern in den Jahren 2008 und 2009, der dessen beste Schläge und Tritte zum Kopf, Körper und zu den Beinen einstecken konnte, ohne einmal zu Boden zu gehen. Hari sagte nach dem Kampf: „Ich habe versucht, ihn in der ersten Runde auszuknocken, aber er hat ein wirklich starkes Kinn.“
Beim K-1-Finalturnier am 6. Dezember 2008 bestritt Choi den ersten Reservekampf gegen Ray Sefo, den er klar nach Punkten verlor. Die englische Version des Kampfes vom Rundfunkveranstalter HDNet Fights wurde von Michael Schiavello und Mike Kogan kommentiert, Co-Kommentator war Kimbo Slice. Slice erklärte, dass er Choi am Vortag beim Frühstück gesehen hat, und wies darauf hin, wie groß und riesig er ist. Slice: „Hong-man ist ein wirklich riesiger Kerl, er ist enorm groß. Gegen ihn zu kämpfen, wäre für jeden Kämpfer eine echte Herausforderung.“
In den letzten 23 Sekunden des Kampfes landete Sefo eine sehr harte Rechte an Chois Kiefer, aber der Koreaner überstand sie unbeschadet. Sefo hat viele Gegner mit der gleichen Rechten K. o. geschlagen, darunter Jérôme Le Banner, Gary Goodridge und Ruslan Karaev. Schiavello wies darauf hin, wie derselbe Schlag den Kiefer von Le Banner an vier Stellen brach, und Kogan erklärte: „Zu Chois Anerkennung, ich glaube nicht, dass die Leute die Kraft in Sefo's Schlägen erkennen. Der Schlag landete direkt auf seinem Kiefer, und Choi hat ihn einfach abgeschüttelt und sich weiter vorwärts bewegt, das ist verrückt.“
Nach drei Niederlagen in Folge im K-1 äußerte sich der K-1-Organisator Tanikawa nach dem Finalturnier Anfang Dezember 2008 zu Chois Zukunft im Kampfsport: „K-1 ist schneller geworden, was es für große Leute wie Hong-man Choi immer schwieriger macht, mithalten zu können. Wir sehen, ob es nicht besser ist, ihn zukünftig im MMA unterzubringen.“
Seit dieser Aussage hat Choi keinen K-1-Kampf mehr bestritten.

## MMA-Karriere (2006–2009)
Am 31. Dezember 2006 gab Choi sein Debüt in einem Kampf nach dem Regelwerk der Gemischten Kampfkünste (Mixed Martial Arts). Bei der K-1-Dynamite-Veranstaltung schlug er Bobby Ologun bereits nach 16 Sekunden der ersten Runde K. o. Es war einer der schnellsten Knockouts aller Zeiten.
Am 2. Juni 2007 sollte Choi bei der Veranstaltung „K-1 Dynamite“ im Olympiastadion in Las Vegas gegen den ehemaligen Profi-Wrestler Brock Lesnar kämpfen, der sein Debüt im K-1 gab. Der Kampf hätte nach MMA Regeln stattfinden sollen. Knapp zwei Wochen vor der Veranstaltung wurde jedoch bekannt, dass Choi von der California Athletic Commission keine Lizenz bekam, da man einen Tumor in seinem Kopf fand. Der südkoreanische CEO-Beauftragte, Jeong Yeon-soo, legte Protest gegen die Entscheidung ein, da man in Japan und Korea von diesem Tumor Kenntnis hätte und es dort nie Probleme gegeben hatte.
Am Silvesterabend 2007 hat er in Japan gegen den MMA-Schwergewichts-Champ Fedor Emelianenko gekämpft. Emelianenko gewann den Kampf durch einen Armhebel nach 1,56 Minuten der ersten Runde. Choi bekam jedoch überwiegend positive Kritiken, da er den Kampf trotz geringer MMA Erfahrung wegen zwei Dingen offen gestalten konnte. Zum einen konterte er durch seine Fähigkeiten als Ssireum Ringer zwei Versuche Emelianenko's ihn auf den Boden zu ringen, rang diesen stattdessen selbst auf den Boden, und landete beide Male in der sogenannten Mount-Position. Zum anderen konnte er einem bereits festgezogenen Armhebel des Russen entkommen.
Silvester 2008 beim K-1 Dynamite kämpfte er gegen Mirko Filipović. Nach einem Tritt in die Kniekehle durch Filipović, der im Kampf Schuhe trug, konnte Choi nicht mehr aufstehen und verlor den Kampf durch technischen K. o.
Am 26. Mai 2009 besiegte er im Viertelfinale des „Super Hulk Turnier“ bei „DREAM 9“ den ehemaligen Baseballspieler José Canseco durch technischen K. o. nach 1,17 Minuten der ersten Runde.
Bei der Veranstaltung „DREAM 11“ am 6. Oktober 2009 verlor er im Halbfinale gegen den Japaner „Minowaman“ in der zweiten Runde durch einen Fußhebel.

## Militärdienst
Anfang 2008 sollte Choi seinen Militärdienst, der 22 Monate dauert, ableisten. Nachdem er jedoch bei zwei Sehtests durchfiel, wurde er vom Dienst befreit. Es wurde festgestellt, dass die Sehschwäche an dem Tumor liegt, der für seine Akromegalie verantwortlich ist. Am 9. Juni 2008 wurde der Tumor chirurgisch entfernt. Die Auswirkungen der OP machten sich besonders an seiner Statur und seinem Gewicht bemerkbar. Vor der OP wog er stets zwischen 160 und 175 kg, drei Monate später nur noch 149 kg, und seit seiner langen Kampfsportpause (Oktober 2009 bis Juli 2015) nur noch 140 kg.

## Inaktivität (2009–2015)
Zwischen Oktober 2009 und Juli 2015 bestritt Choi keine Wettkämpfe mehr. Er trat in diesen Jahren häufig in TV Shows, Spielshows und ein paar Filmen auf. Viele Kritiker sind der Meinung, dass er nach seiner fast sechs jährigen Auszeit nie wieder an seine Bestform anknüpfen konnte. Auch wenn er technisch nie zu den besten gehörte und überwiegend gegen die besten K-1 Kämpfer verlor, waren seine größten Stärken sein sehr gutes Kinn, allgemeine Widerstands- bzw. Nehmerfähigkeiten, und ein sehr starker Muay Thai Kniestoß. Kämpfer wie Carlos Toyota oder David Mihajlov verfügen nicht über eine ähnliche K. o. Quote oder Schlagkraft wie Badr Hari, Jérôme Le Banner oder Mighty Mo, von denen lediglich Mo während Chois Zeit im K-1 (2005–2008) in der Lage war ihn auszuknocken, wobei der Koreaner zu diesem Zeitpunkt nach eigener Aussage nicht trainiert hatte und außer Form war, und dies im Rückkampf in Bestform erscheinend gegen Mo auch durch das Einstecken dessen bester Schläge untermauerte. Choi war in seiner besten Zeit zudem in der Lage, sämtliche Schläge und Tritte von Bob Sapp, Semmy Schilt und Remy Bonjasky zu nehmen, ohne auch nur ein Mal auf den Boden zu gehen bzw. angezählt zu werden. Le Banner z. B. hatte vier Kämpfe mit Mark Hunt, den er mit harten Tritten gegen die Beine, einem Tritt gegen den Kopf, und einem Konterschlag insgesamt dreimal auf den Boden brachte, und Hunt jeweils angezählt wurde. Hunt gilt im K-1 und MMA als einer der widerstandsfähigsten Kämpfer mit sehr gutem Kinn und allgemeinen Nehmerfähigkeiten. Dennoch wurde er sowohl von Bein- und Kopftritten, als auch einem Kopfschlag durch Le Banner, als auch einem Lebertritt von Schilt auf den Boden geschickt, und durch letzteren sogar ausgezählt. Schilt knockte viele seiner Gegner mit Schlägen und Tritten aus, und Le Banner hatte mit über 80 % im gesamten K-1 Zirkus die höchste K. o. Quote von allen Kämpfern. Choi nahm von Le Banner und Schilt jeden Angriff zum Kopf, Körper und zu den Beinen, ging nie auf den Boden, und wurde weder an- noch ausgezählt.

## Rückkehr in MMA und Kickboxen (seit 2015)

### MMA
Am 25. Juli 2015 gab Choi, der mittlerweile nur noch 140 kg wog und sehr mager wirkte, nach fast sechs Jahren Inaktivität sein Comeback im MMA beim südkoreanischen Veranstalter ROAD FC. Bei dem Event „ROAD FC 024“ verlor er jedoch nach knapp 90 Sekunden
durch K. o. gegen den Brasilianer Carlos Toyota. Dieser war nach Mighty Mo 2007 der einzige, dem es gelang, Choi mit Kopfschlägen auszuknocken.
Am 26. Dezember 2015 trat er beim Openweight Tournament „ROAD FC 027“ in China an. Sein Gegner im Viertelfinale war der Chinese Luo Quanchao. Choi konnte den Kampf in der ersten Runde durch T.K.O für sich entscheiden und in das Halbfinale einziehen.
Am 16. April 2016 besiegte er im Halbfinale des Openweight Tournament den Chinesen Aorigele durch TKO in der ersten Runde. Im Finale sollte er auf Mighty Mo treffen, gegen den er 2007 im K-1 zweimal kämpfte, einmal durch KO verlor, einmal nach Punkten gewann. Mit 157,2 kg Kampfgewicht wog Choi 17 kg mehr als bei seinem Comeback im Juli 2015.
Am 24. September 2016 bestritt Choi, mit einem neuen Kampfgewicht von 161,5 kg, das Finale des Openweight Tournament. Trotz intensiver Vorbereitung auf den starken Puncher Mighty Mo, der Choi bereits 2007 mit einem schweren Kopftreffer ausknockte, konnte Choi eine erneute K. o. Niederlage durch einen Kopftreffer von Mo nicht verhindern.

### Kickboxen
Am 6. November 2016 kehrte Choi das erste Mal seit Dezember 2008 wieder in einen Kickboxring zurück. Seine letzten Kämpfe, welche von Dezember 2008 bis Oktober 2009 und von Juli 2015 bis Oktober 2016 bestritt, fanden nach MMA Regeln statt. Bei der Veranstaltung Silk Road Hero Kickboxing in China verlor er eine einstimmige Punktentscheidung gegen den Chinesen Zhou Zhipeng. Choi wog 160 kg, Zhou lediglich 72 kg bei einer Körpergröße von 1,78 m.
Nach fast einem Jahr Inaktivität kehrte er am 27. November 2017 wieder in den Ring zurück. Bei der Veranstaltung AFC in Südkorea besiegte er den Japaner Noboru Uchida durch einen einstimmigen Punktsieg.
Erneut fast ein Jahr später, am 15. November 2018, kämpfte er bei der chinesischen Veranstaltung MAS FIGHT gegen den chinesischen Wushu Kämpfer Yi Long, der mit bürgerlichem Namen Liu Xingjun heißt, und bei 1,76 m Körperlänge 80 kg wiegt. Der Kampf wurde als Niederlage Chois durch technischen K. o. gewertet. Yi trat Choi in der ersten Runde nach 1,30 Minuten mit einem Drehtritt unterhalb des Bauchnabels, worauf Choi sich mit schmerzverzerrtem Gesicht auf den Boden setzte, und dort mehrere Minuten sitzen blieb. Ringrichter des Kampfes war der aus dem Boxsport bekannte Tony Weeks, der unter anderem im November 2015 den Weltmeisterschaftskampf im Schwergewicht zwischen Wladimir Klitschko und Tyson Fury in Düsseldorf leitete. Choi monierte gegenüber Weeks, Yi habe ihm in die Genitalien getreten, aber Weeks sah dies nicht so und wertete Chois Verhalten als Kampfverweigerung. Diverse Zeitlupen und Fotos zeigen, dass Yis Tritt zwar eindeutig nicht in die Genitalien ging, aber auch unterhalb der Gürtellinie in den Unterleib traf.
Am 11. Juni 2019 verlor er gegen David Mihajlov aus Ungarn, der ihn mit mehreren Kopfschlägen in der ersten Runde nach 49 Sekunden auf den Boden schickte, und der Ringrichter nach kurzem Anzählen den Kampf abbrach. Choi wog 150 kg, Mihajlov 110 kg. Außer Mighty Mo 2007 und 2016 bzw. Carlos Toyota 2016 war Mihajlov der Einzige, der Choi mit Kopfschlägen ausknocken konnte.

## Sonstiges
Seit 2006 tritt er hin und wieder mit der südkoreanischen Sängerin Kang Su-hee als das Duett „The Beauty and the Beast“ als Rapper auf.
Er trägt mehrere Tätowierungen. Auf dem linken Oberarm seinen Familiennamen „Choi“, auf dem linken Unterarm den englischen Schriftzug „Secret of success is constancy to purpose“, was übersetzt „Das Geheimnis des Erfolges ist die Beständigkeit des Wollens“ bedeutet, und einen weiteren Schriftzug auf der Brust „No Pain no gain“ („Ohne Fleiß keinen Preis“).
In dem 2009 erschienenen japanischen Film The Legend Of Goemon gab er sein Debüt im Filmgeschäft.
Derzeit taucht er regelmäßig in der japanischen Unterhaltungssendung Pokémon Smash! (japanisch ポケモンスマッシュ！) als Moderator auf. Die Sendung läuft jeden Sonntagmorgen um 7:30 Uhr japanischer Ortszeit auf TV Tokyo.
Am 14. Januar 2016 wurde Choi zu einer Freiheitsstrafe von einem Jahr auf Bewährung verurteilt. Er hatte sich im Dezember 2013 von zwei Bekannten eine Geldsumme von etwa 84.000 Euro geliehen, um sich und seiner Freundin teure Armbanduhren zu kaufen. Die beiden Bekannten forderten ihn mehrfach auf, das geliehene Geld wieder zurückzuzahlen, aber er leugnete, es je bekommen zu haben. Daraufhin erstatteten die Betroffenen Anklage.

## Titel
- 2001: DchozN World Challenge '01
- 2002: King of Iron Fist Tournament '02
- 2003: Jinan Competition '03
- 2003: The General Championship '03
- 2004: Jungwal Competition '04
- 2004: Hamyang Competition '04
- 2005: K-1 WORLD GP 2005 in Seoul Champion